# 葡萄牙的瑪麗亞·曼努埃拉
葡萄牙的瑪麗亞·曼努埃拉（葡萄牙語：Maria Manuela de Portugal，1527年10月15日—1545年7月12日），阿斯圖里亞斯親王妃，葡萄牙國王若昂三世的女兒。
1543年，瑪麗亞·曼努埃拉與西班牙國王卡洛斯一世（即神聖羅馬皇帝查理五世）的長子阿斯圖里亞斯親王費利佩結婚，兩人的獨子卡洛斯於1545年出生。卡洛斯出生後不久，瑪麗亞·曼努埃拉因失血過多去世，年僅17歲。